# سباستیان گراهام جونز
سباستیان گراهام جونز (انگلیسی: Sebastian Graham Jones؛ ۱ اوت ۱۹۴۷ – ۱۸ ژوئیهٔ ۲۰۰۴) بازیگر و کارگردان فیلم اهل بریتانیا بود.
از فیلم‌ها یا مجموعه‌های تلویزیونی که وی در آن‌ها نقش داشته‌است، می‌توان به سایه طناب دار و دختر درامر کوچک اشاره نمود.